# La pulpera de Santa Lucía (telenovela)
La pulpera de Santa Lucía era una telenovela argentina dirigida por Francisco Guerrero y Carlos Berterreix, emitida por Canal 9 desde el 29 de abril hasta el 6 de diciembre de 1968. Fue protagonizada por María Aurelia Bisutti, Raúl Aubel y Oscar Ferrigno. Además contó con las participaciones de los actores José María Langlais, Alberto Martín, Marisa Herrero, Natacha Nohani y la primera actriz Suzy Kent.

## Argumento
Narra las aventuras de Paula Corvalán (María Aurelia Bisutti), la bella hija del dueño de la pulpería más renombrada en la turbulenta década de 1830, Época de Rosas, a partir de la cual surgen dos fuerzas que pujan por dirigir los destinos del país, la bella pulpera es pretendida por un capitán de tendencia federal. El conflicto se plantea cuando aparece un infiltrado de la oposición y se enamoran con peligrosas consecuencias para ambos.

## Elenco
- María Aurelia Bisutti - Paula Corvalán
- Raúl Aubel - Hernando
- Oscar Ferrigno - Juan Ignacio Reynafé / Máximo Montalvo
- José María Langlais
- Alberto Martín - Ariel
- Lucio Deval - Ramón
- Marisa Herrero - Pastora
- Jorge Acuña - Pablo
- Suzy Kent - Justina
- Natacha Nohani - Matilde
- Emilio Guevara - Lucio
- Gladys Luque - Nicanora
- Laura Bove - Mercedes
- Rosángela Balbó - Jacobita
- Margarita Luro - Petrona
- Graciela Araujo - Ana Clara
- Rodolfo Ranni
- Virginia Romay
- Antuco Telesca - Jacinto
- Mario de Rosas
- Alberto Fernández de Rosa
- Silvia Merlino
- Paquita Más
- Julio Cesár Barton

## Elenco de producción
- Historia: Alberto Migré
- Libreto: Alberto Migré
- Tema: La pulpera de Santa Lucía
- Letra y música: Enrique Maciel y Héctor Pedro Blomberg
- Intérprete: Palito Ortega
- Dirección de cámaras: Carlos Berterreix
- Dirección de escena: Francisco Guerrero
- Producción: Alberto Migré